# Тёрботт, Иэн
Сэр Иэн Грэхем Тёрботт (англ. Ian Graham Turbott; 9 марта 1922, Фангареи, колония Новая Зеландия, Великобритания — 11 августа 2016) — британский государственный и колониальный деятель, администратор и губернатор Гренады (1964—1968).

## Биография
Окончил несколько высших учебных заведений: университет Окленда, кембриджский Колледж Христа, Лондонскую школу экономики. Участник боевых действий Второй мировой войны на Тихом океане, на Ближнем Востоке, и Италии.
В конце войны он был назначен в британскую колониальную администрацию островов Гилберта и Эллис. Затем служил как администратор на Фиджи, в Кирибати и Тувалу.
- 1958—1964 гг. — администратор Антигуа и Барбуды,
- 1964—1967 гг. — администратор,
- 1967—1968 гг. — губернатор Гренады.

В 1968 г. был возведен королевой Елизаветой Второй в рыцарское достоинство. В 1989 г. стал основателем и ректором Университета Западного Сиднея. В 1995 г. был назначен почетным консулом Островов Кука в Сиднее.
В 1962 г. был пожалован в компаньоны ордена Святого Михаила и Святого Георгия, в 1966 г. — в командоры Королевского Викторианского ордена, в 1997 г. — в офицеры ордена Австралии.